# Nagalmtijd
(Na)galmtijd is de tijd dat een geluidverschijnsel in een ruimte nog hoorbaar is als de geluidsbron reeds is gestopt. 
Een voorbeeld is een klap in de handen in een kerk of zaal. Dan hoort men het nagalmen. De nagalmtijd wordt meestal weergegeven als de tijd waarin het geluid met 60 dB afneemt. In de praktijk hoort men nagalm dan niet meer. Pionier op het gebied van zaalakoestiek was Wallace Clement Sabine (1868-1919) (zie zijn Collected Papers on Acoustics, 1922). De galmtijd {\displaystyle T} is gedefinieerd als de tijd die nodig is voor een geluidafname met een factor 1 miljoen (60 dB). Deze tijd hangt bij benadering als volgt af van de eigenschappen van de zaal:
{\displaystyle T={\frac {0{,}161\cdot V}{\sum O_{i}\alpha _{i}}}}
Daarin is:
- {\displaystyle T} de galmtijd
- {\displaystyle V} het volume van de zaal
- {\displaystyle O_{i}} de oppervlakte van de {\displaystyle i}-de wand
- {\displaystyle \alpha _{i}} de absorptiecoëfficiënt van de {\displaystyle i}-de wand

Hieruit blijkt al dat de galmtijd in een grote zaal (met een groot volume) groter zal zijn dan in een kleine kamer, mits de absorptiecoëfficiënten gelijk zijn. 

## Waarvoor is galmtijd belangrijk?
- Voor de verstaanbaarheid van spraak. In een goede zaal die voor lezingen of voor lessen gebruikt wordt, is de galmtijd vrij kort. Als de galmtijd erg lang is (zoals in een kerk), wordt de verstaanbaarheid veel slechter. Daarom komt een preek in een grote kerk alleen goed over als er langzaam gesproken wordt.
- Voor de kwaliteit van een concertzaal. Daar moet de galmtijd wat langer zijn. Dan wordt een luisteraar omhuld door het geluid, dat hem of haar van alle kanten bereikt. De galmtijd in een grote kerk is nog langer dan in een concertzaal. Statige orgelmuziek en zang komt dan juist heel mooi over.
- Voor verlaging van het geluidsniveau. In een grote hal (bijvoorbeeld een zwembad, sporthal of een stationshal) heeft een lange galmtijd tot gevolg dat het geluidsniveau erg hoog wordt. Het geschreeuw van enthousiaste kinderen in een zwembad galmt bijvoorbeeld erg lang na. Daarom is het in een zwembad vaak zo'n lawaai. De galmtijd kan verkort worden door de geluidsabsorptie van de wanden van de zaal te verhogen.

## Rekengegevens
In de bovenstaande formule van "Sabine" verandert het volume van een ruimte met een derde macht, terwijl de buitenoppervlakken veranderen met een tweede macht. Dat verschil kan worden voorgesteld door de middellijn van een denkbeeldige bol, met een diameterlengte van het gemiddelde van de lengte, de breedte en de hoogte van de ruimte. Elke keer dat een geluidsstraal heen of weer gaat door het middelpunt, wordt hij per diameter een keer teruggekaatst. Bij kaatsing wordt een deel van het geluid geabsorbeerd en de rest gereflecteerd. Voor de absorptie gelden absorptiecoëfficiënten. Voor "open raam" geldt 100%, voor velours gordijnen 50% en voor ruwe beton 10%. Een ruimte van 7 x 8 x 3 meter heeft een denkbeeldige boldiameter van 6 meter. Geluid heeft een snelheid van 343 m/sec. Het geluid wordt dus 57 keer per seconde in de bol gekaatst. Als de ruimte in ruwe beton is uitgevoerd, dan neemt het geluid met 10.log 0,957 (dB) = 24,6 dB per seconde af. Als norm geldt een totale geluidsafname van bron tot stilte van 60 dB. 10.log 0,9131 (dB) = 60 dB. De nagalmtijd is dus 131/57 (sec) = 2,3 seconden. Als kaatsvlakken van een ruimte verschillende absorptiecoëfficiënten hebben, dient het gemiddelde daarvan te worden berekend.
In de praktijk is de berekende 2,3 seconde minder, omdat geen rekening gehouden is met de geluidsabsorptie door de lucht, de absorptie door waarnemers en de korte afstand tussen plafond en vloer. Daartussen wordt het meeste geluid gekaatst. Dat geluid wordt 342/3 = 114 keer per seconde gekaatst, waardoor het geluid met 10.log 0,9114 = 52 dB per seconde wordt verminderd.
In de woningbouw wordt de nagalm alleen berekend voor trappenhuizen in flatgebouwen.